# Giulio Strozzi
Giulio Strozzi (1583, Venecia-31 de marzo de 1652, ibídem) fue un poeta y libretista veneciano. Sus libretos los usaron compositores como Claudio Monteverdi, Francesco Cavalli, Francesco Manelli y Francesco Sacrati. A veces usaba el seudónimo de Luigi Zorzisto.

## Biografía
Giulio Strozzi fue un hijo bastardo, y más tarde legitimado, de Roberto Strozzi, de la familia Strozzi. Nació en Venecia en 1583, estudió allí antes de ir a la Universidad de Pisa para estudiar derecho.
Vivió y trabajó en Roma, Padua y Urbino antes de regresar a Venecia en la década de 1620. Fue el padre adoptivo de la compositora Barbara Strozzi (nacida en 1619 de Isabella Garzoni, una sirvienta que vivía en la casa de los Strozzi, y posiblemente su hija ilegítima). Permaneció allí hasta su muerte el 31 de marzo de 1652.

## Obra
Escribió poesía y obras de teatro, pero es más recordado como uno de los primeros escritores de libretos, textos utilizados para todo tipo de obras de teatro, pero más específicamente ópera.
Su primera obra conocida fue en 1609, una oración para el entierro de Fernando I de Médici, Gran Duque de Toscana, para quien también organizó los ritos funerarios. Fue el primero de una serie de esfuerzos a largo plazo para obtener el patrocinio de la familia Médici durante las siguientes décadas, incluida una larga dedicación de su reimpresión de 1624 de la Venetia edificata para Fernando II de Médici.
En 1621, escribió su único poema épico, Venetia edificata. Fue ampliado y reimpreso en 1624. Celebrando la gloria de la República de Venecia, al mismo tiempo lo escribió en apoyo de Galileo Galilei y sus controvertidas teorías científicas. También escribió una traducción del Lazarillo de Tormes español que permaneció inédita.
A partir de 1627, se dedicó principalmente a escribir óperas libres, y probablemente fue el escritor de ópera más importante de Venecia en las décadas de 1630 y 1640. Escribió La finta pazza Licori para Claudio Monteverdi en 1627. Los dos se conocieron por primera vez en 1621. La ópera nunca se representó y se desconoce la cantidad de música que se había escrito antes de que se abandonara el proyecto. Tanto la música como el libreto se perdieron.
En las décadas de 1630 y 1640, Strozzi fue una de las fuerzas impulsoras detrás del exitoso crecimiento de la ópera en Venecia. Escribió el libreto para la inauguración del Teatro Santi Giovanni e Paolo en 1639 (La Delia, música de Francesco Manelli), y para la inauguración en 1641 del Teatro Novissimo (La finta pazza, música de Francesco Sacrati).
En 1630, Strozzi escribió Proserpina rapita. Su último libreto, Veremonda, lo escribió para Francesco Cavalli en 1652.
Fue miembro de la Accademia degli Incogniti en Venecia. Fue el fundador de algunas «academias» culturales, reuniones de intelectuales de ideas afines. Estas incluyeron el Ordinati durante su estancia en Roma y el Dubbiosi en Venecia. En 1637, fundó la Accademia degli Unisoni, una reunión de músicos donde cantó su hija adoptiva Barbara.

### Poesía y obras
- 1611: Erotilla, una tragedia (reimpresa en 1616)
- 1621: Il natale di amore, poesía (segunda impresión)
- 1621: La Venetia edificata, un poema heroico en doce cantos sobre Venecia (expandido a 24 cantos en 1624, reimpreso en 1626)
- 1625: Il Barbarigo, obra (reimpresa en 1650)
- 1628: I cinque fratelli, poesía, le puso música Claudio Monteverdi

### Libretos
- 1627: La finta pazza Licori, música de Claudio Monteverdi: inacabada y perdida
- 1629: Gelosia placata, música de Giovanni Rovetta
- 1630: Proserpina rapita, música de Claudio Monteverdi (reimpresa en 1644)
- 1639: La Delia, música de Francesco Manelli (reimpresa en 1644)
- 1641: La finta pazza, música de Francesco Sacrati (reimpresa en 1641, 1644 y 1645: reimpresa con cambios y sin el nombre de Strozzi en 1644 y 1647)
- 1643: La finta savia
- 1645: Il Romolo e'l Remo (última parte de una trilogía conjunta con los dos libretos de finta)

### Otras obras
- 1609: Oración para el entierro de Fernando I de Médici
- 1621: Oración para el entierro de Cosme II de Médici
- 1632: Lettere famigliarmente scritta, una colección de cartas
- 1644: Le glorie della Signora Anna Renzi romana, una alabanza de la cantante de ópera Anna Renzi, que había cantado algunas de sus obras